# Meio Norte FM
Meio Norte FM  é uma emissora de rádio brasileira concessionada em Timon, Maranhão, porém sediada em Teresina, capital do estado do Piauí. Opera no dial FM, na frequência 99,9 MHz, e é geradora de uma rede de rádios brasileiras com afiliadas no Piauí, Tocantins e Ceará. A emissora faz parte do Grupo Meio, pertencente ao empresário Paulo Guimarães. Seus estúdios estão localizados no Monte Castelo em Teresina, e seus transmissores estão no km 589 da Rodovia BR-316, na Zona Rural de Timon, no Maranhão.

## História

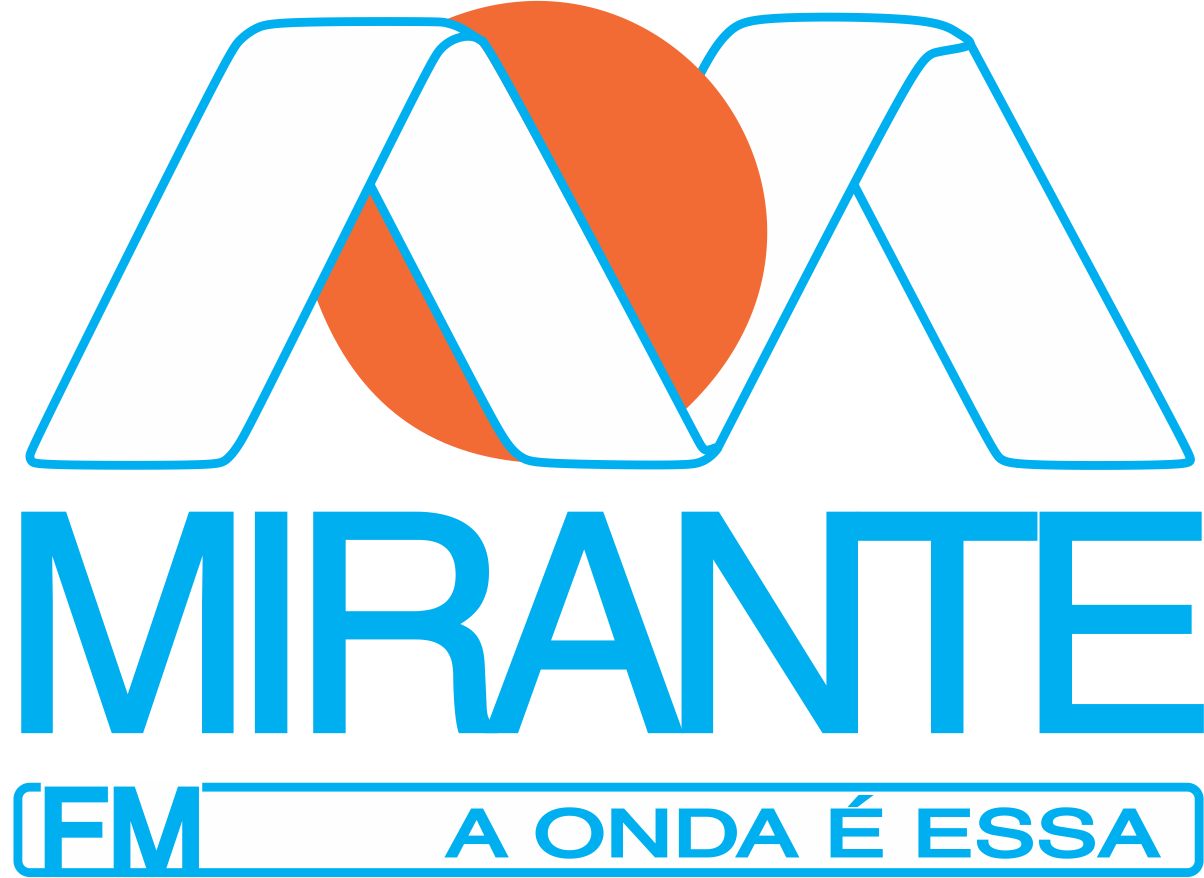
Logotipo da emissora entre 1990 e 1994, quando se chamava Mirante FM

Fundada em agosto de 1990 pelo empresário Paulo Guimarães, a emissora se chamava Mirante FM, e era sediada em Timon. Assim como a homônima de São Luís, a emissora tinha seu conteúdo direcionado ao público jovem. Com a padronização das empresas do grupo em 1995, a Mirante FM passou a se chamar Meio Norte FM, e mudou-se de Timon para Teresina.
A partir daí, a rádio passou a adotar uma linha mais popular em sua programação, abandonando o público jovem e passando a atingir todas as idades, além de direcionar seu conteúdo ao estado do Piauí, e não mais ao Maranhão. Atualmente a rádio lidera a audiência entre os ouvintes da Grande Teresina, competindo diretamente com a Clube FM.
Em 21 de março de 2023, a rádio juntamente com a Rede Meio Norte passaram a ter as suas programações transmitidas para todo o país pelo satélite StarOne D2 de Banda Ku com a rádio ocupando o canal 374 e a TV o canal 125.

## Programas
- Voz do Povo[4]
- 99 Show[5]
- Show da Manhã[6]
- Emoções[7]
- Rasga-Rasga[8]
- Garapa[9]
- Meio Norte Sertanejo[10]
- Butiquim[11]
- Noite Meio Norte[12]
- Segredos de Amor[13]
- Madrugada Meio Norte[7]
- Bar & Cia[14]
- Buraco Negro[15]

## Locutores
- Antônio Vitório[7]
- Paulo Brito[4]
- Ronaldo de Sá[11]
- Luiz Fortes[16]
- Rogério Ribeiro[17]
- Carlinhos Bacana[13]

## Emissoras
Abaixo, uma lista que contém as 12 emissoras próprias e afiliadas que transmitem a programação da Meio Norte FM.

### Geradora
| Emissora               | Cidade, UF      | Frequência  | Prefixo | RDS |
| ---------------------- | --------------- | ----------- | ------- | --- |
| Meio Norte FM Teresina | Teresina, Piauí | FM 99,9 MHz | ZYC 633 | Sim |

### Filiais
| Emissora                  | Cidade, UF          | Frequência   | Prefixo | RDS |
| ------------------------- | ------------------- | ------------ | ------- | --- |
| Meio Norte FM Água Branca | Água Branca, Piauí  | FM 89,1 MHz  | ZYN 967 | Sim |
| Meio Norte FM Campo Maior | Campo Maior, Piauí  | FM 95,9 MHz  | ZYL 846 | Não |
| Meio Norte FM             | Esperantina, Piauí  | FM 97,1 MHz  | ZYN 969 | Sim |
| Meio Norte FM             | Miguel Alves, Piauí | FM 88.5 MHz  | —       | Sim |
| Meio Norte FM Oeiras      | Oeiras, Piauí       | FM 105,3 MHz | ZYL 850 | Sim |
| Meio Norte FM Brejo Santo | Brejo Santo, Ceará  | FM 93,3 MHz  | ZYL 379 | Não |
| Meio Norte FM Camocim     | Camocim, Ceará      | FM 93,1 MHz  | ZYL 380 | Sim |
| Meio Norte FM Quixadá     | Quixadá, Ceará      | FM 96,7 MHz  | ZYL 390 | Não |

### Afiliadas
| Grupo/Razão social              | Emissora                | Cidade, UF            | Frequência  | Prefixo | RDS |
| ------------------------------- | ----------------------- | --------------------- | ----------- | ------- | --- |
| Rádio Vale do Coroatá Ltda.     | Vale FM                 | Elesbão Veloso, Piauí | FM 88,9 MHz | ZYL 237 | Não |
| Sistema de Comunicação de Picos | Grande FM               | Picos, Piauí          | FM 94,5 MHz | ZYD 332 | Não |
| Fundação João Paulo II          | Meio Norte FM Tocantins | Palmas, Tocantins     | FM 91,1 MHz | ZYN 743 | Sim |

### Antigas afiliadas

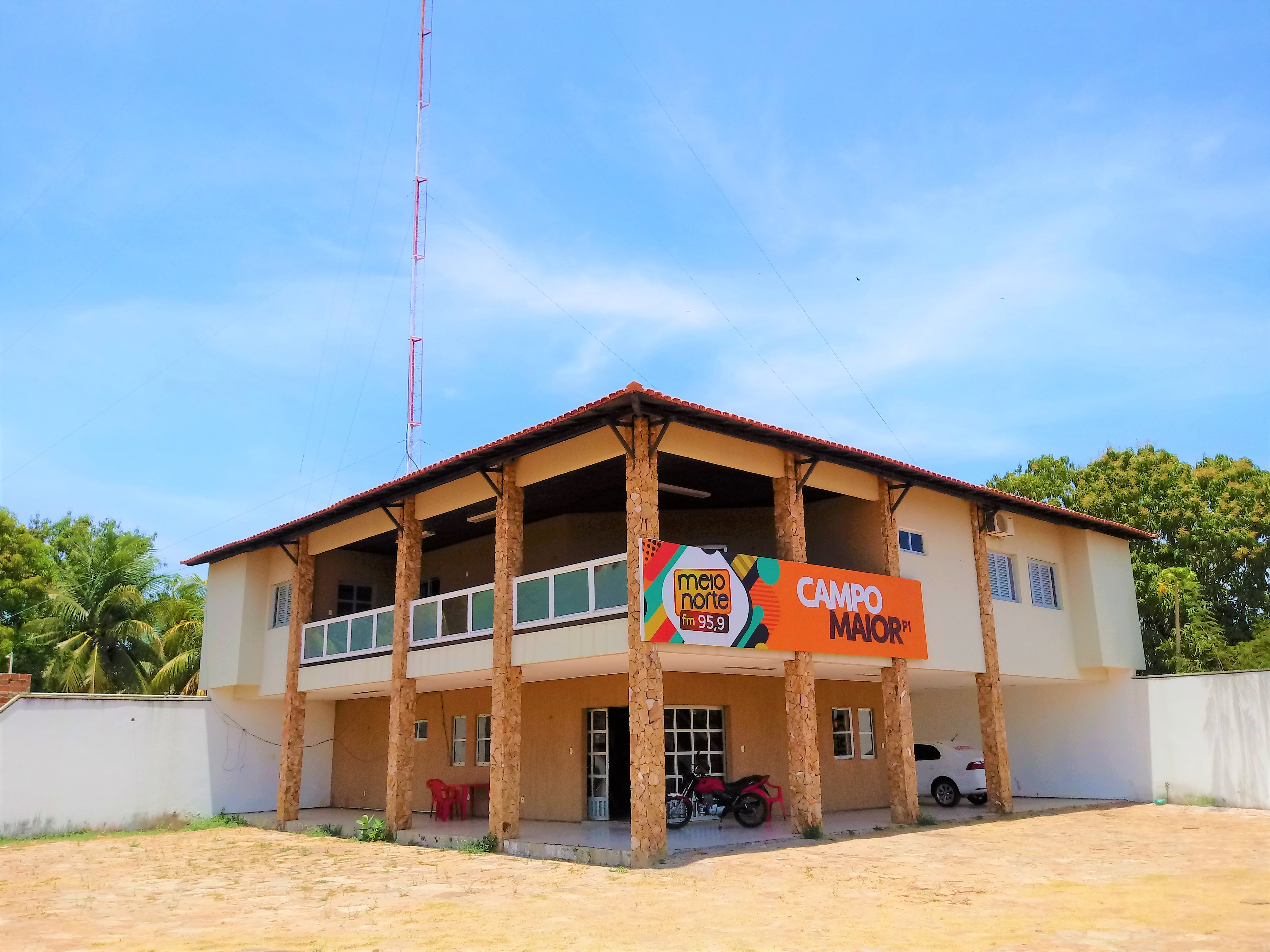
Sede da Meio Norte FM em Campo Maior

| Emissora                  | Cidade      | UF | Frequência   | Situação/afiliação atual | Período de afiliação |
| ------------------------- | ----------- | -- | ------------ | ------------------------ | -------------------- |
| Casablanca FM             | Fortaleza   | CE | FM 101,7 MHz | Extinta                  | 1997-1998            |
| Meio Norte FM Floriano    | Floriano    | PI | FM 104,9 MHz | Hoje Companhia FM        | 2013-2014            |
| Meio Norte FM Coelho Neto | Coelho Neto | MA | FM 93,3 MHz  | Extinta                  | Desconhecido         |